# Карловац

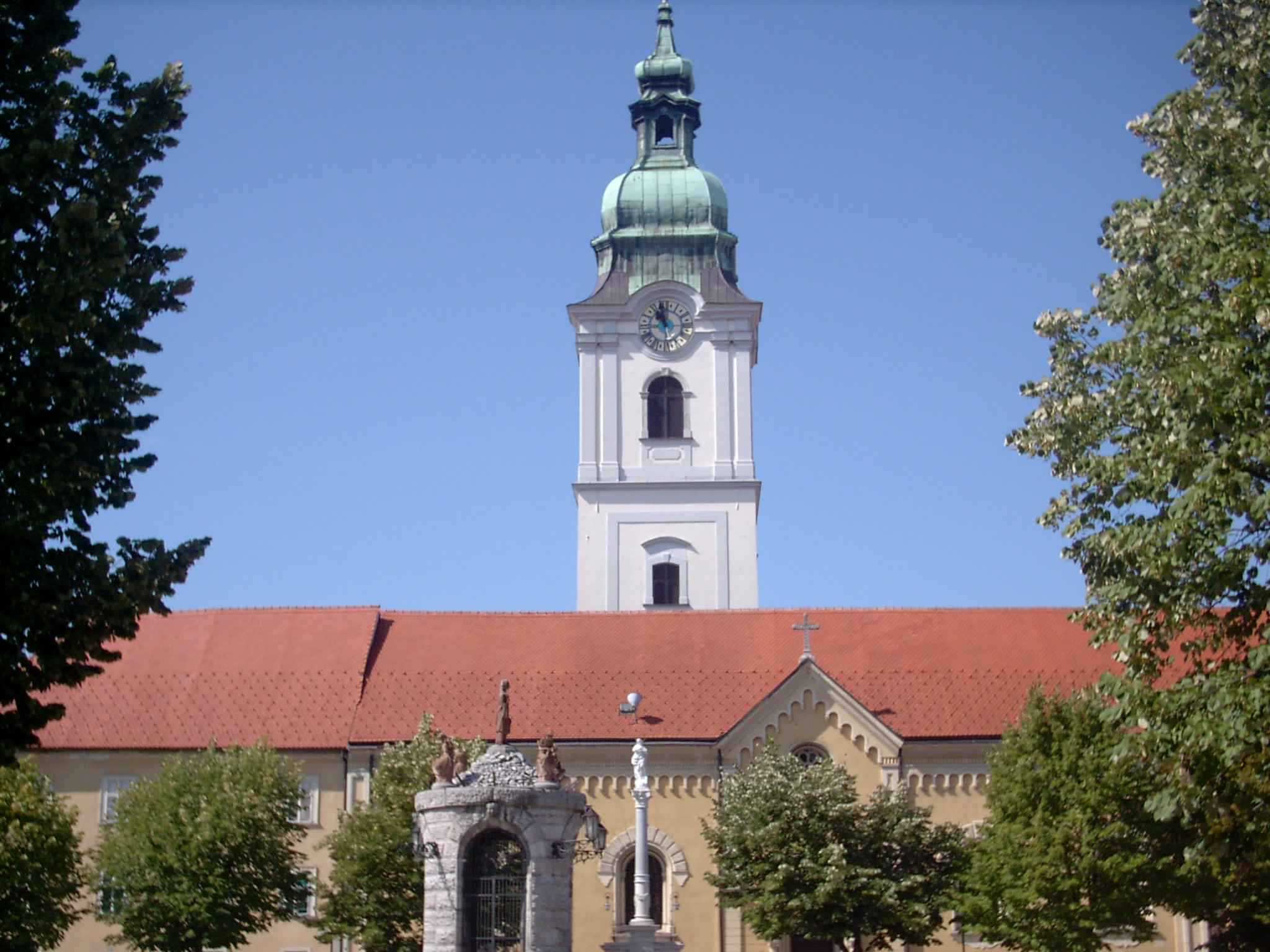
Церковь св. Троицы

Карловац (хорв. Karlovac, нем. Karlstadt, венг. Károlyváros, исп. Ciudad de San Carlos) — город в центральной части Хорватии, административный центр Карловацкой жупании.
Расположен в 56 км на юго-запад от столицы страны — Загреба на месте впадения реки Кораны в Купу. В черте города протекают ещё две реки — Добра и Мрежница.
Население — 49 082 чел. (2001).

## Общие сведения
Через город проходят автотрасса и железная дорога Загреб—Риека. Карловац связан регулярным автобусным и железнодорожным сообщением с крупнейшими городами Хорватии.
Главное промышленное предприятие Карловаца — самый крупный в Хорватии пивзавод, производящий известное пиво «Карловачко» (Karlovačko).

## История
Карловац был основан в конце XVI века под названием Карлштадт - как крепость в междуречье Кораны и Купы. Рвы этой крепости сохранились до наших дней. Строительство крепости началось в 1579 году по приказу австрийского эрцгерцога Карла II, в честь которого крепость и получила своё имя.
Основной её задачей было прикрывать долину Купы от турецких вторжений, и с этой задачей Карловацкая крепость успешно справилась — турки осаждали её семь раз (в последний раз в 1672 году), но так и не смогли взять.
После ликвидации турецкой угрозы город вышел за пределы крепости и, благодаря своему удачному расположению на перекрёстке торговых путей, стал быстро развиваться.
После Первой мировой войны вместе со всей Хорватией Карловац вошёл в состав Королевства сербов, хорватов и словенцев, а позднее в состав СФРЮ.
После распада Югославии в 1991 году город стал частью независимой Хорватии. В ходе начавшейся за этим войны Карловац серьёзно пострадал, многие здания города были повреждены или разрушены. На мосту через реку Корану 21 сентября 1991 года хорватскими солдатами были казнены 13 югославских резервистов.

## Достопримечательности
- Церковь св. Троицы в стиле барокко в старом городе.
- Дворец Зорин Дом.
- Городской музей.
- Православный Свято-Николаевский собор

## Знаменитые уроженцы
- Густав Крклец (23 июня 1899 — 30 октября 1977) — хорватский поэт, переводчик.
- Гайо Петрович (12 марта 1927 — 13 июня 1993) — югославский философ-марксист.
- Ваня Шутлич (18 февраля 1925 — 15 декабря 1989) — югославский философ-феноменолог.
- Альфред Фредди Крупа (14 июня 1971) — хорватский художник современного искусства, мастер-рисовальщик, художник книг, художественный фотограф и преподаватель изобразительного искусства.
- Вечеслав Холевац (1917—1970) — участник партизанского движения в Югославии, Народный герой Югославии, мэр Загреба в 1952—1963 годах.
- Анна (Ана) Ви́дович (8 ноября 1980) — хорватская гитаристка
- Драгойла Ярневич (1812—1875) — хорватская поэтесса и писательница.

## Города-побратимы
Канзас-Сити. Программа "твиннинг", проект реформы местного самоуправления в 2004 году. Город-побратим с 2004 года.